# Tex Willer
Tex Willer (originele titel: Tex) is een Italiaanse westernstripreeks van Giovanni Luigi Bonelli en Aurelio Galleppini.

## Inhoud
De strip speelt zich af in de Wilde Westen rond het personage Tex Willer. Aanvankelijk is hij een bandiet, maar hij komt tijdens de reeks tot inkeer en wordt een ranger. Ook trouwt hij met de dochter van een indiaans opperhoofd waardoor hij zelf een indiaans opperhoofd wordt. Samen krijgen ze een zoon genaamd Kit Willer. Tex wordt bij zijn avonturen voornamelijk bijgestaan door zijn zoon, een vriend genaamd Kit Carson en een indiaan genaamd Tijger. De Nederlandse vertaling begint pas nadat hij ranger geworden is.

## Publicatiegeschiedenis
Tex Willer verscheen voor het eerst in september 1948 met tekeningen van Galleppini op scenario van Bonelli. Later namen verscheidene stripauteurs de serie over, waaronder Fernando Fusco, Claudio Villa en Giovanni Ticci. Rond 1980 werden er zo'n 128 albums vertaald naar het Nederlands.
Naast de reguliere reeks verscheen vanaf begin de jaren 90 de reeks Tex Special, waarin twee bekende stripauteurs jaarlijks een eigen album maken met Tex Willer in de hoofdrol.
In Nederland werden de strips van Tex Willer vanaf 1971 gepubliceerd in de reeks Tex Willer Classics, later Tex Willer genoemd. Tussen 1971 en 1981 verschenen er in totaal 128 boekjes in deze reeks. Sinds 2014 verschijnen er opnieuw albums in het Nederlands.

## Film
In 1985 verscheen de Italiaanse film Tex e il signore degli abissi. De film is gebaseerd op deze stripreeks.